# 자동 절환 스위치
자동절환스위치(Automatic Transfer Switch 또는 ATS)는 공장 또는 병원처럼 정전시 문제가 발생할 수 있는 곳에서 갑작스런 정전에 영향을 받지 않도록 정전시 자동으로 비상용 발전전원으로 바꿔주는 전기장치이다. 비상발전기의 운전중 주전원이 다시 살아나는 경우, 비상발전 전원에서 정상전원으로 복원시켜주는 기능도 함께 하고 있다.